# Condado de Cibola
O Condado de Cibola é um dos 33 condados do Estado americano do Novo México. A sede do condado é Grants, e sua maior cidade é Grants. O condado possui uma área de 11 763 km² (dos quais 6 km² estão cobertos por água), uma população de 25 595 habitantes, e uma densidade populacional de 2 hab/km² (segundo o censo nacional de 2000). O condado foi fundado em 1981.